# Moord op Yvonne Fletcher

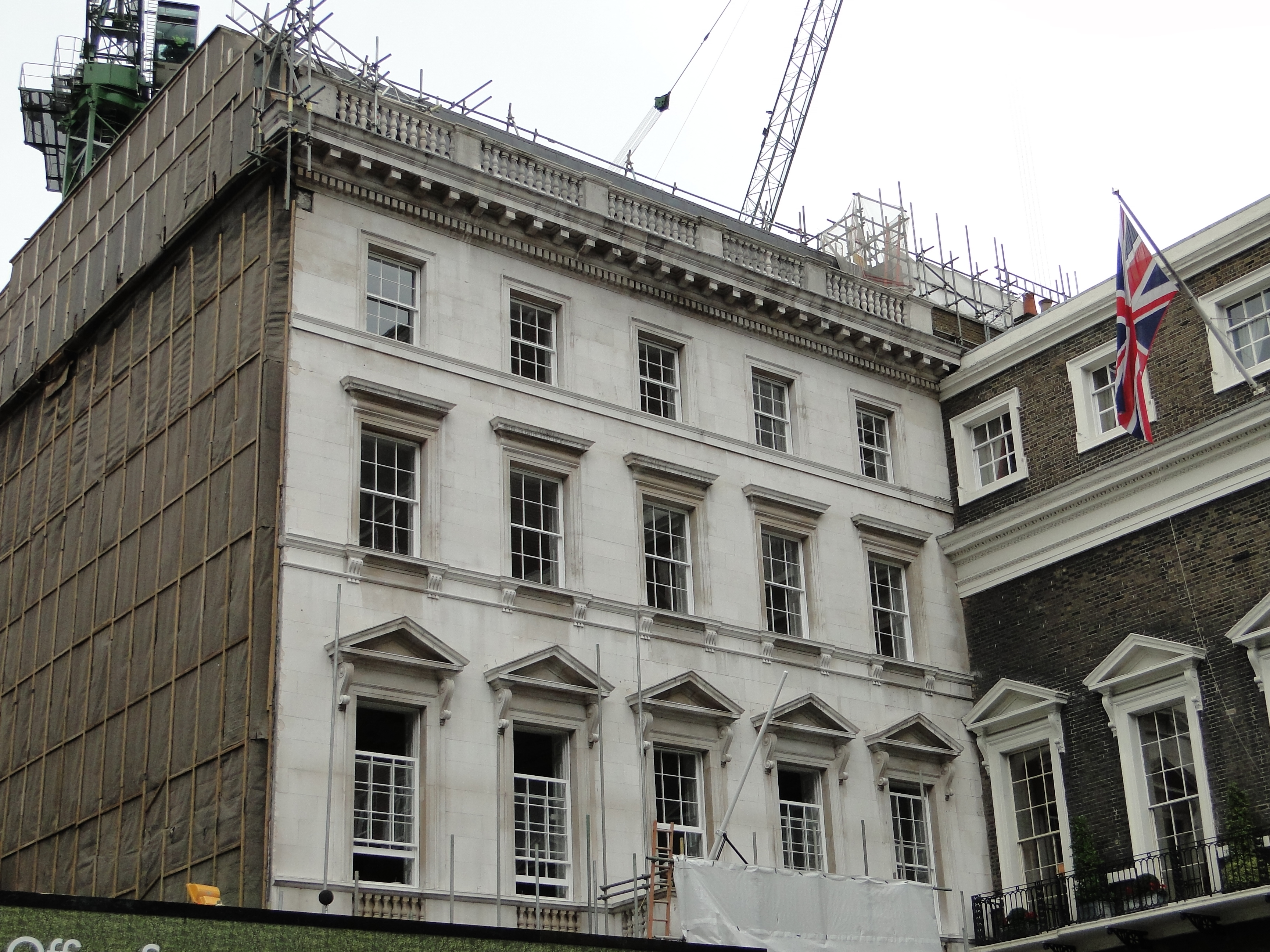
De plek van de voormalige Libische ambassade op St. James's Square in 2012

De moord op Yvonne Fletcher, een Britse politieagente, werd gepleegd op 17 april 1984 bij een protestmars van Libische dissidenten tegen de heerschappij van Moammar al-Qadhafi in Londen.
De moord bracht het Verenigd Koninkrijk ertoe om de diplomatieke betrekkingen met Libië te verbreken, niet in de laatste plaats omdat men ervan overtuigd was dat er vanuit de Libische ambassade was geschoten en omdat Qadhafi weigerde zijn diplomaten te ontslaan en uit te leveren.

## Slachtoffer
Yvonne Joyce Fletcher (geboren op 15 juni 1958 in Wiltshire) was sinds 1977 bij de Londense politie. Ze maakte deel uit van een groep van dertig politieagenten die die dag naar de omgeving van de Libische ambassade werd gestuurd ter begeleiding van de protestmars. Ook haar verloofde maakte deel uit van de groep. Hij was ter plaatse toen het incident zich voltrok.

## Protestmars
Op de dag van haar overlijden was de politieagente bij St. James's Square om de protestmars van Libische dissidenten in de gaten te houden. De protestmars was het gevolg van de executie van twee Libische studenten die kritiek hadden geuit op het beleid van president-kolonel Moammar al-Qadhafi. De Libische ambassade, beter bekend als het Libische Volkskwartier, in Knightsbridge, had de politie in Londen ervoor gewaarschuwd dat enkele Libische dissidenten hadden gedreigd een aanval op de ambassade te plegen. Ongeveer vijfenzeventig dissidenten, maar ook linkse demonstranten, hadden zich bij de Libische ambassade verzameld met leuzen als "Down with Gadhaffi!" (weg met Qadhafi!).

## Moord

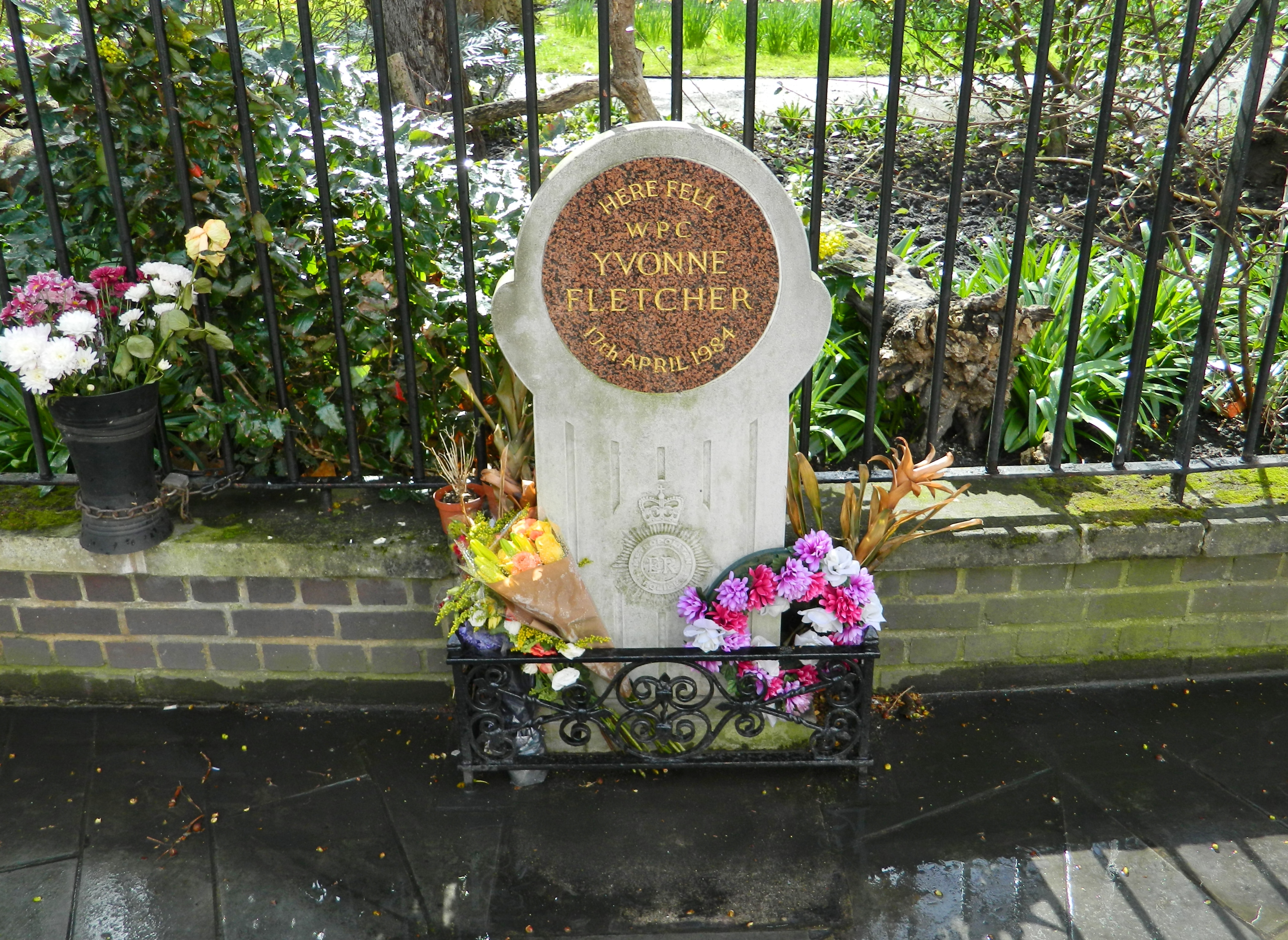
Memoriaal op de plaats van de moord

Om 10.18 uur werd er vanuit de Libische ambassade geschoten en een politieagente werd dodelijk getroffen. Ook tien anderen raakten gewond. De ongewapende agente werd onmiddellijk naar het ziekenhuis gevoerd, waar zij korte tijd later zou overlijden. Al snel werd duidelijk dat het Fletcher betrof, die met een halfautomatische sterling was neergeschoten. Waarschijnlijk had de moordenaar gevuurd vanuit een raam op de vijfde verdieping van de Libische ambassade.

## Onderzoek
Omdat het vermoeden bestond dat er vanuit de Libische ambassade was geschoten, besloot de politie de ambassade te sluiten en de diplomaten uit Libië voor nader verhoor vast te zetten. Qadhafi noemde de arrestatie van zijn diplomaten een vuil spelletje van de Britse autoriteiten en liet zelf de Engelse diplomaten in Tripoli arresteren.
Uiteindelijk liet de Britse regering de Libische diplomaten gaan en ook de Engelse diplomaten keerden terug. Het Verenigd Koninkrijk eiste wel dat de diplomaten in Libië zouden worden ontslagen. Dat weigerde Qadhafi. Volgens de Libische president was er geen bewijs dat zijn diplomaten de moord hadden gepleegd. Daarop verbrak het Verenigd Koninkrijk zijn diplomatieke betrekkingen met Libië.

## Acht jaar later
In 1992 verontschuldigde de Libische kolonel Abdul Fatah Younis zich alsnog namens de Libische regering tegenover de Britse ambassadeur in Egypte en beloofde hij Fletchers moordenaars uit te leveren, wat echter niet gebeurde. Zeven jaar later, in 1999, aanvaardde de Libische regering niettemin openlijk de verantwoordelijkheid voor de moord en ging zij ermee akkoord de nabestaanden van Fletcher financieel te compenseren. Qadhafi betaalde aan de familie dertig miljoen pond.
Begin 2009 stelde Fletchers moeder voor om Abdelbaset al-Megrahi (die op dat moment zijn hoger beroep in de Lockerbie-affaire afwachtte) naar een gevangenis in Libië over te brengen in ruil voor de medewerking van de Libische regering in het helpen oplossen van de moord op haar dochter.
Na de val van Qadhafi-regime in augustus 2011 kwam er nieuw bewijsmateriaal naar boven dat een diplomaat werkzaam op de Libische ambassade in Londen in 1984 met een automatisch wapen uit het raam zou hebben geschoten. Een getuige identificeerde ene Abdulmagid Salah Ameri. Een "medesamenzweerder", Abdulqadir al-Baghdadi, zou bij een vuurgevecht in Libië om het leven zijn gekomen. In 2012 reisden rechercheurs van Scotland Yard nogmaals af naar Libië om hun onderzoek naar de moord daar voort te zetten. Datzelfde jaar noemde de Britse krant The Sunday Telegraph een hooggeplaatst lid van het voormalige regime, Salah Eddin Khalifa, als degene die Fletcher zou hebben doodgeschoten. Hij zou de ambassade enkele minuten na de schietpartij via een achteruitgang verlaten hebben.